# 리우시쥔
리우시쥔(중국어: 刘惜君, 병음: liú xī jūn, 한자음: 류석군, 광둥어: Lau sek Lau, 영어: Sara Liu 사라 리우[*], 1991년 8월 16일 ~ )은 중화인민공화국 선전 출신의 중국 가수이다.
텔레비전 노래 대회를 통해 명성을 얻은 중국 팝 가수이다. 리우시쥔은 광동성 선전의 하카(客家) 집안에서 태어났으며, 2011년 후난티비의 중국 노래 대회인 슈퍼걸스 시즌5에서 5위를 차지하며 가수로 데뷔했다.